# Mala hidroelektrana Pamučna industrija Duga Resa
Mala hidroelektrana Pamučna industrija Duga Resa ili MHE Pamučna industrija Duga Resa je mala hidroelektrana na rijeci Mrežnici koja je izgrađena još 1884. u sklopu Pamučne industrije Duga Resa, s 2 vodne turbine snage 662 kW. Kasnije je 1937. hidroelektrana proširena s 3 vodne turbine ukupne snage 824 kW i parnom turbinom snage 1000 kW. Danas je instalirana snaga 1,1 MW, a godišnja proizvodnja električne energije 2,01 GWh (u 2008.).
MHE Pamučna industrija Duga Resa je danas u vlasništvu tvrtke Pamučna industrija Duga Resa u stečaju. MHE ima 4 vodne turbine i 3 sinkrona generatora od 625 kVA, 525 kVA i 300 kVA. Generator od 525 kVA je pogonjen dvjema vodnim turbinama preko jedne osovine i zamašnjaka. Dva generatora nalaze se na kraju 60 metara dugog zatvorenog derivacijskog kanala, dok se treći generator nalazi uz samu branu, odnosno MHE je kombinacija pribranske hidroelektrane i one sa zatvorenim derivacijskim kanalom. U 2009. proizvedeno je 2,5 GWh radne energije i postignuto vršno opterećenje od 1,064 MW.

## Slike
- Tablaste zapornice na MHE Pamučna industrija Duga Resa.
- Brana na MHE Pamučna industrija Duga Resa.
- Unutrašnjost strojarnice MHE Pamučna industrija Duga Resa.